# Der Zinker (Roman)
Der Zinker (Originaltitel: The Squeaker) ist ein Kriminalroman und ein Bühnenstück des englischen Schriftstellers Edgar Wallace.
Die Originalausgabe erschien 1927, die deutsche Übersetzung erstmals 1928. Am 29. Mai des gleichen Jahres hatte das Bühnenstück gleichen Titels und Inhalts in London Uraufführung. Die deutsche Übersetzung des Theaterstücks erschien ebenfalls 1928 unter dem Titel Der Zinker. Insgesamt wurde der Roman bis heute fünf Mal verfilmt. Inhaltlich weichen die Verfilmungen zum Teil stark von der Romanvorlage ab.

## Inhalt
Der Zinker ist ein gefürchteter Hehler in der Londoner Unterwelt. Er erpresst Gauner, die ihm gestohlene Ware für einen Bruchteil des wahren Wertes verkaufen müssen. Andernfalls werden die Ganoven bei Scotland Yard „verzinkt“, also denunziert. Eines Tages kommt es zu einem Mord, der auf das Konto des Zinkers geht. Die Spur führt die Inspektoren Elford und Barrabal zu der Import-Export-Firma von Frank Sutton. Auch der Reporter Josua Harras wittert eine große Chance und heftet sich an die Fährte des Zinkers.

## Verfilmungen
- The Squeaker (Großbritannien 1930) – Regie: Edgar Wallace (mit Percy Marmont, Anne Grey)
- Der Zinker (Deutschland 1931) – Regie: Carl Lamac und Mac Fric (mit Lissy Arna, Karl Ludwig Diehl)
- The Squeaker (Großbritannien 1937) – Regie: William K. Howard (mit Edmund Lowe, Sebastian Shaw)
- Der Zinker (DDR 1959) – Regie: Hans-Joachim Hildebrandt (mit Heinz Scholz, Jessy Rameik)
- Der Zinker (Deutschland / Frankreich 1963) – Regie: Alfred Vohrer (mit Heinz Drache, Barbara Rütting)